# Heterophyidae
Die Heterophyidae sind eine Familie relativ kleiner Saugwürmer, deren Endwirt Säugetiere und Vögel sind, in deren Dünndarm sie parasitieren. Alle Vertreter haben als ersten Zwischenwirt Vorderkiemerschnecken, als zweiten Fische. Die Ansteckung des Endwirts erfolgt durch Aufnahme von mit Metazerkarien befallenen Fischen. 30 Arten können auch den Menschen befallen, Schätzungen gehen von etwa 7 Millionen Menschen weltweit aus, bei denen diese Parasiten vorkommen. Sie rufen meist Bauchschmerz, Durchfall, Blähungen und Appetitlosigkeit aus. Sehr selten kann es zum Eindringen des Parasiten über Blut- und Lymphgefäße in andere Organe (Herz, Gehirn) und damit zu lebensbedrohlichen oder gar tödlichen Krankheitsverläufen kommen.

## Morphologie
Die Vertreter der Heterophyidae sind 0,2 mm bis 7 mm lang. Die Kutikula des vorderen Körperabschnitts ist mit kammförmigen Schuppen bedeckt, die im hinteren Körperbereich dornenartig aussehen können. Der Bauchsaugnapf ist stets vorhanden. Der Präpharynx ist sehr kurz, ein Pharynx vorhanden. Männchen haben einen oder zwei symmetrische Hoden, Cirrus und Cirrussack fehlen, ein Samenbläschen ist vorhanden. Der Genitalvorhof ist kurz und trägt nur selten Dornen. Die Eierstöcke liegen meist vor den Hoden. Das Receptaculum seminis ist meist röhrenförmig, ein Laurer-Kanal ist vorhanden. Der Dotterstock (Vitellarium) liegt meist im hinteren Körperabschnitt. Wesentliches Merkmal ist das Gonotyl („Genitalsaugnapf“), eine muskulöse Projektion, die von der Wand des Ventrogenitalsacks ausgeht. Die Geschlechtsöffnung (Genitalporus) liegt entweder auf dem Gonotyl oder wird von ihm bedeckt. Das Gonotyl unterstützt die Begattung und ist entweder in den Bauchsaugnapf integriert oder liegt auf einer Seite von ihm. Die bedeckelten Eier sind kaum von denen der Opisthorchiidae zu unterscheiden.

## Systematik
Typgattung ist Heterophyes. Die humanmedizinisch wichtigsten Vertreter sind  Heterophyes heterophyes, Heterophyes nocens und Metagonimus yokogawai.
- Acanthotrema
- Acetodextra
- Alloheterophyes
- Apophallus
- Ascocotyle
- Centrocestus
- Cercarioides
- Condylocotyla
- Cryptocotyle
- Dermocystis
- Dexiogonimus
- Euryhelmis
- Galactosomum
- Haplorchis
- Haplorchoides
- Heterophyes
- Heterophyopsis
- Heterotestophyes
- Irinaia
- Metagonimus
- Metagonimoides
- Neostictodora
- Opisthometra
- Pandiontrema
- Phocitrema
- Pholeter
- Procerovum
- Protoheterophyes
- Pseudogalactosoma
- Pseudopygidiopsis
- Pygidiopsis
- Pygidiopsoides
- Sonkulitrema
- Stellantchasmus
- Stictodora
- Taphrogonymus
- Telogaster
- Tetracladium

Obsolete Synonyme der Familie sind: Diplotrematidae, Galactosomatidae, Stictodoridae und Tetracladiidae.